# Головин, Александр Васильевич
Алекса́ндр Васи́льевич Голови́н (5 декабря 1949 — 27 октября 2023) — советский и российский дипломат. Чрезвычайный и полномочный посол (2003).

## Биография
В 1971 году окончил Московский государственный институт международных отношений (МГИМО). Владел немецким, английским и французским языками. Кандидат юридических наук. На дипломатической службе с 1971 года.
- В 1971—1993 годах — занимал различные должности в центральном аппарате МИД СССР и РФ и в дипломатических представительствах за рубежом.
- В 1993—1996 годах — старший советник посольства России в Германии.
- В 1996—2000 годах — директор Четвёртого Европейского департамента МИД России.
- С 29 марта 1999 по 14 сентября 2000 года — член Коллегии МИД России[1][2].
- С 4 августа 2000 по 6 августа 2004 года — чрезвычайный и полномочный посол Российской Федерации в Австрии[3][4].
- В 2004—2009 годах — посол по особым поручениям МИД РФ.
- С 25 января 2009 по 20 февраля 2012 года — специальный представитель президента РФ по делимитации и демаркации государственной границы Российской Федерации с сопредельными государствами — участниками СНГ и руководитель российской делегации на многосторонних переговорах по Каспийскому морю. Посол по особым поручениям[5][6][7][8].
- С 21 февраля 2012 по 9 декабря 2016 года — чрезвычайный и полномочный посол Российской Федерации в Швейцарии и в Лихтенштейне по совместительству[9][10][11].

Скончался 27 октября 2023 года на 74-м году жизни.

## Награды
- Орден Почёта (16 декабря 2009) — за большой вклад в реализацию внешнеполитического курса Российской Федерации, многолетнюю безупречную дипломатическую службу[12].
- Благодарность президента Российской Федерации (16 января 2011) — за большой вклад в укрепление отношений стратегического партнёрства между Российской Федерацией и Азербайджанской Республикой[13].
- Почётная грамота МИД России.

## Дипломатический ранг
- Чрезвычайный и полномочный посланник 2 класса (18 сентября 1996)[14].
- Чрезвычайный и полномочный посланник 1 класса (20 февраля 1999)[15].
- Чрезвычайный и полномочный посол (6 мая 2003)[16].